# National Post
Le National Post est un quotidien national canadien anglophone fondé par Conrad Black en 1998. 
C'est une filiale de Postmedia Network, un groupe de presse canadien détenu par le fonds américain Chatham Asset Management.   
Son actionnaire de référence est réputé proche du parti républicain américain.  
Le quotidien est accompagné tous les jours de plusieurs suppléments, dont le Financial Post, supplément d'actualité économique et financière, le Post Sport, supplément sportif, et le Arts & Life, un supplément d'informations culturelles.  
Son siège social se situe à Toronto. 

## Histoire
Le Post a été fondé en 1998 par Conrad Black pour combattre ce qu'il percevait comme une tendance trop libérale (au sens nord-américain du terme, soit progressiste, voire de gauche) dans les politiques éditoriales des journaux canadiens. Black bâtit le nouveau journal autour du Financial Post, un journal d'affaires torontois déjà existant, qu'il acheta à la compagnie Sun Media en 1997. (Le nom Financial Post a été retenu pour la section affaires du National Post.)
Depuis le début, le Post a prôné des positions conservatrices ; sa page éditoriale publie régulièrement des articles d'opinion de plusieurs conservateurs, néo-conservateurs et libertariens éminents, autant américains que canadiens, incluant Diane Francis, Ann Coulter, Mark Steyn et David Frum.
En 2001, le quotidien fut vendu à Canwest, dirigé par Israel Asper jusqu'à sa mort en 2003. Canwest et le Post sont maintenant gérés par les fils d'Asper, Leonard Asper et David Asper. Les Asper avouent ouvertement qu'ils contrôlent le contenu éditorial de leurs quotidiens et les utilisent pour diffuser leurs propres opinions[réf. nécessaire].
Le père Raymond J. de Souza contribue régulièrement au journal en tant que chroniqueur culturel.

## Ligne éditoriale

### Soutien lors des élections

#### Soutien lors des élections générales ontariennes
| 1999 |  | Progressiste-conservateur |
| 2007 |  | Progressiste-conservateur |
| 2014 |  | Progressiste-conservateur |

#### Soutien lors des élections fédérales
| 2000 |  | Alliance canadienne |
| 2006 |  | Conservateur        |
| 2008 |  | Conservateur        |
| 2019 |  | Conservateur        |
| 2021 |  | Conservateur        |
| 2025 |  | Conservateur        |